# Hialoclastita

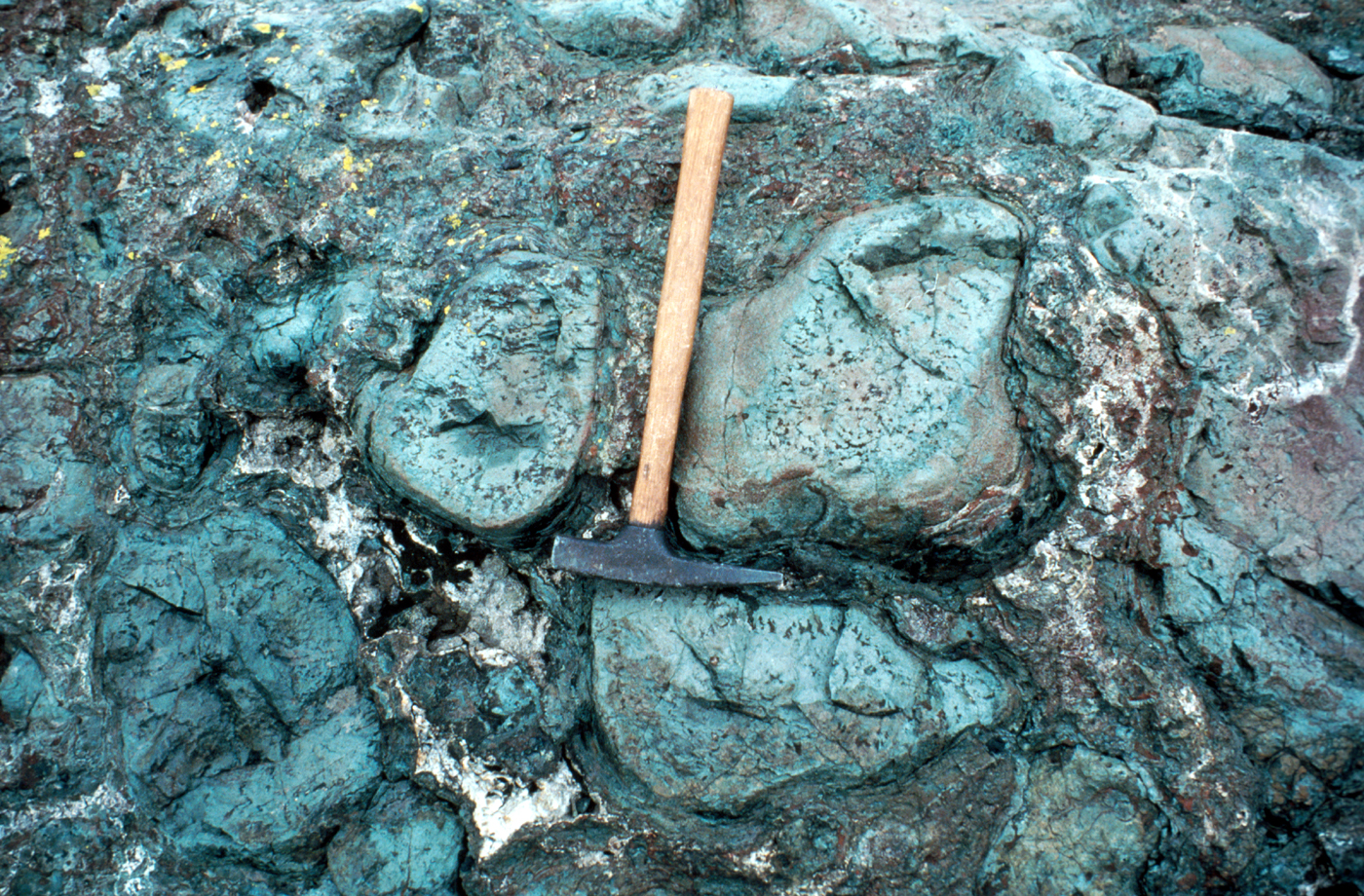
Hialoclastita

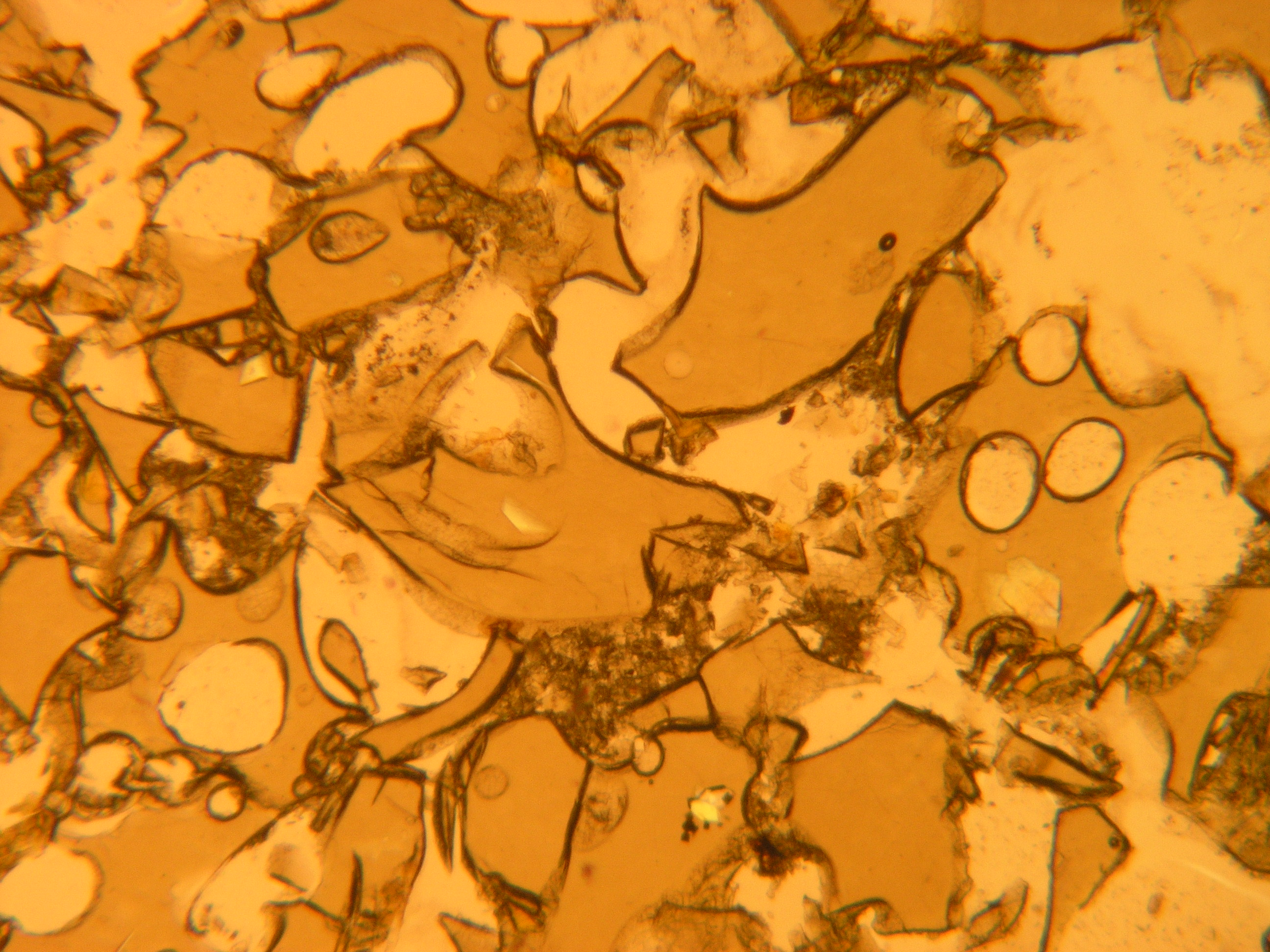
Hialoclastita (observada amb microscopi petrogràfic).

Una hialoclastita és un dipòsit volcànic bretxoide (o bretxa) constituït per vidre i fragments d'origen clàstic i format durant una erupció subaquàtica (també sota el gel o en sediments saturats d'aigua). El magma expulsat durant l'erupció experimenta una granulació o un esmicolament en fragments d'estructura hialina o afanítica. Certs dipòsits gruixuts de hialoclastites es formen a les parts superiors dels fluxos de basalt quan aquests entren al mar o són expulsats a partir d'una erupció marina. Si el dipòsit es manté en contacte amb l'aigua després de la seva formació, els residus vidriosos es poden hidratar fàcilment per formar palagonita i, per tant, poden presentar alteració palagonítica.